# Österreichischer Kunstpreis für Bildende Kunst
Der Österreichische Kunstpreis für Bildende Kunst (bis 2009 Würdigungspreis für Bildende Kunst) wird etablierten Künstlern für ihr Gesamtwerk verliehen.

## Geschichte
Der Preis wurde anfangs jährlich, dann unterschiedlich verliehen. Seit 2009 wird der Preis erneut jährlich vergeben.

## Preisträger
Bisher wurden folgende Personen ausgezeichnet:
- 1972 Maria Bilger
- 1973 Ferdinand Stransky
- 1974 keine Vergabe
- 1975 Maria Lassnig
- 1976 keine Vergabe
- 1977 Josef Lackner
- 1978 Gerhardt Moswitzer
- 1979 Bruno Gironcoli
- 1980 Peter Pongratz
- 1981 Günter Brus
- 1982 Heinz Tesar
- 1983 Christian Ludwig Attersee
- 1984 Hermann Nitsch
- 1988 Kurt Kappa Kocherscheidt
- 1989 Franz Ringel
- 1990 Arch. Szyszkowitz + Kowalski
- 1992 Manfred Nisslmüller
- 1994 Romana Scheffknecht
- 1996 Brigitte Kowanz
- 1998–2004 keine Vergabe
- 2005 Lois Weinberger
- 2007 Josef Dabernig
- 2009 Constanze Ruhm
- 2010 Franz Graf
- 2011 Walter Vopava
- 2012 Michael Kienzer[1]
- 2013 Carola Dertnig[2]
- 2014 Alois Mosbacher[3]
- 2015 Iris Andraschek[4]
- 2016 Heinrich Dunst[5]
- 2017 Martin Walde
- 2018 transparadiso (Barbara Holub und Paul Rajakovics)[6]
- 2019 Ashley Hans Scheirl[7]
- 2020 Anna Jermolaewa[8]
- 2021 Künstlerkollektiv Gelatin[9]
- 2022 Ines Doujak[10]
- 2023 Florentina Pakosta[11]
- 2024 Ingrid Wiener[12]